# Megastigmus pinsapinis
Megastigmus pinsapinis is een vliesvleugelig insect uit de familie Torymidae. De wetenschappelijke naam is voor het eerst geldig gepubliceerd in 1931 door Hoffmeyer.